# Кукунин, Сергей Александрович
Серге́й Алекса́ндрович Куку́нин (1898 — 12 июля 1943) — советский военнослужащий, участник гражданской и Великой Отечественной войн, Герой Советского Союза (1944, посмертно). Гвардии красноармеец РККА.
После начала Великой Отечественной войны в 1942 году работник Сталиногорского химического комбината кладовщик С. А. Кукунин был призван в РККА. После ранения и излечения в госпитале направлен пулемётчиком в 40-й гвардейский стрелковый полк 11-й гвардейской стрелковой дивизии 11-й гвардейской армии на Западного фронта на Курскую дугу. 12 июля 1943 года гвардии красноармеец С. А. Кукунин совершил подвиг — закрыл своим телом немецкий пулемёт, ценою своей жизни обеспечив освобождение сильно укреплённого пункта — в районе деревни Серая Ульяновского района Калужской области.

## Биография

### Ранние годы
Родился в 1898 году в деревне Высоково Весьегонского уезда Тверской губернии в семье крестьянина. Русский. Отец умер рано. Окончил начальную школу, работал подпаском.
В годы Гражданской войны 19-летний Сергей добровольцем записался в ряды Красной армии, был ранен. Затем работал в колхозе.
В семье у Сергея Александровича Кукунина родились трое детей: Антонина, Анна и Александр. В 1935 году его жена умерла, и Сергей Кукунин понял, что одному ему в деревне детей не поднять. Он переехал на одну из крупнейших строек в СССР в город Сталиногорск по созданию Сталиногорского химического комбината, сопутствующих производств и объектов инфраструктуры. Устроился работать кладовщиком на химическом комбинате, где уже работал его двоюродный брат. В течение года дети жили у сестры скончавшейся супруги, у которой также было трое детей. Жили впроголодь: Антонина с 11 лет работала в колхозе, теребила лён и работала вилами на сенокосе; младшая Анна трудилась на прополке. В 1936 году отец обустроился в Сталиногорске, получил комнату в бараке в Колхозном посёлке в Индустриальном районе города (северный участок строительства) и в следующем году перевёз детей к себе и женился во второй раз.

### Начало Великой Отечественной войны
Летом 1941 года, с началом Великой Отечественной войны, С. А. Кукунин стал заниматься перегонкой лошадей к линии фронта под Ельню (Смоленская область). После освобождения Сталиногорска в 1942 году призван Сталиногорским РВК в РККА. У военкомата его провожала 16-летняя старшая дочь Антонина, сухари на дорогу собирали всем бараком, так как все очень уважали соседа.
В боях Великой Отечественной войны с июня 1942 года. Почти сразу же, в Подмосковье, был тяжело ранен. После излечения в госпитале на Урале гвардии красноармеец С. А. Кукунин направлен пулемётчиком в 3-й стрелковый батальон 40-го гвардейского стрелкового полка 11-й гвардейской стрелковой дивизии 11-й гвардейской армии на Западный фронт на Курскую дугу. Парторг роты, член ВКП(б).
Бойцы высоко ценили парторга С. А. Кукунина, называли себя гордо: «Мы — кукунинцы!».

### На Курской дуге
12 июля 1943 года в рамках Орловской стратегической наступательной операции «Кутузов» перед 11-й гвардейской стрелковой дивизией стояла задача прорвать оборону противника на
узком участке фронта, овладеть деревней Старица Ульяновского района Калужской области и обеспечить дальнейшее продвижение советских частей в направлении города Орёл. В бою в районе деревень Серая, Починок и Отвершек (ныне не существуют), превращённых немцами в крупный опорный пункт обороны, пулемётчик С. А. Кукунин с самого утра расчищал путь наступающей советской пехоте. Первая попытка взять деревню Серая закончилась неудачно, немецкие войска перешли в контратаку. Участвовал в отражении двух контратак, уничтожив свыше 100 солдат и офицеров противника.
Я держал телефонную трубку так, чтобы все, кто был на командном пункте, узнали, о чём говорил командир дивизии. Слушали его, обнажив головы... Я приказал представить пулемётчика С. А. Кукунина к званию Героя Советского Союза.
Во время очередной атаки опорного пункта по советской пехоте открыла огонь пулемётная точка противника, заставив батальон залечь. Ситуация становилась критической, грозила срывом атаки и гибелью многих бойцов. В этот момент С. А. Кукунин с гранатой в руке направился ползком к пулемётному дзоту противника. После броска гранаты немецкий пулемёт все ещё продолжал вести огонь. Тогда Сергей Александрович закрыл амбразуру дзота своим телом.
После того как замолчал немецкий пулемёт, цепь поднялась, и советская пехота взяла немецкий укреплённый пункт, начав преследование отходящего противника.
Таким образом, С. А. Кукунин ценою своей жизни обеспечил успех всей операции батальона. К 8-9 часам утра бойцы 11-й гвардейской стрелковой дивизии овладели опорным пунктом Починок, отбросив оборонявшиеся в этом районе немецкие части 293-й пехотной дивизии, 13-го миномётного полка и 5-го артиллерийского полка. С этого рубежа в прорыв были введены танки 10-й гвардейской, 29-й гвардейской, 43-й гвардейской и 213-й танковых бригад, а также 1-я гвардейская мотострелковая дивизия. Советские части продвигались вперёд, несмотря на сильное сопротивление противника.
Приказом 16 гвардейского стрелкового корпуса № 6/н от 11 августа 1943 года Кукунин С. А. награждён орденом Отечественной войны 1 степени.
Указом Президиума Верховного Совета СССР от 4 июня 1944 года «за героизм и самоотверженность, за показанный высокий пример воинской доблести» гвардии красноармеец С. А. Кукунин посмертно удостоен звания Героя Советского Союза с вручением ордена Ленина и медали «Золотая звезда».
Первоначально С. А. Кукунин был похоронен 0,8 км севернее Отвершек, позднее перезахоронен в братской могиле на южной окраине села Ефимцево Ульяновского района Калужской области. Его дети получили извещение о гибели, но лишь через 25 лет, в 1968 году, они узнали, где именно погиб их отец: его могилу помогли найти студенты Новомосковского филиала МХТИ, которые к 25-летию битвы на Орловско-Курской дуге прошли по местам боевой славы новомосковцев.

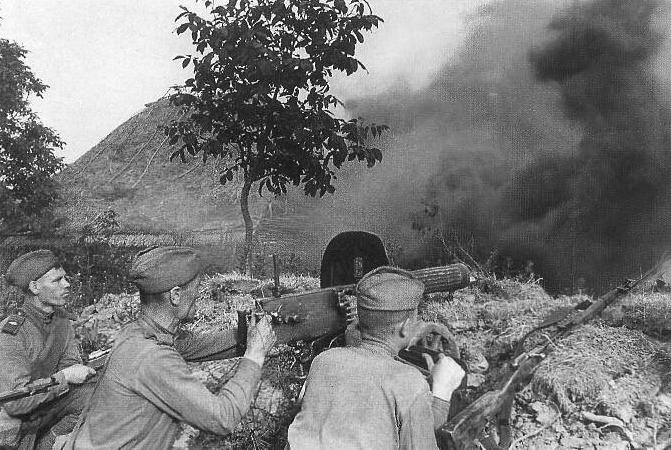
Советский пулемётчик с «Максимом», Курская битва, 1943
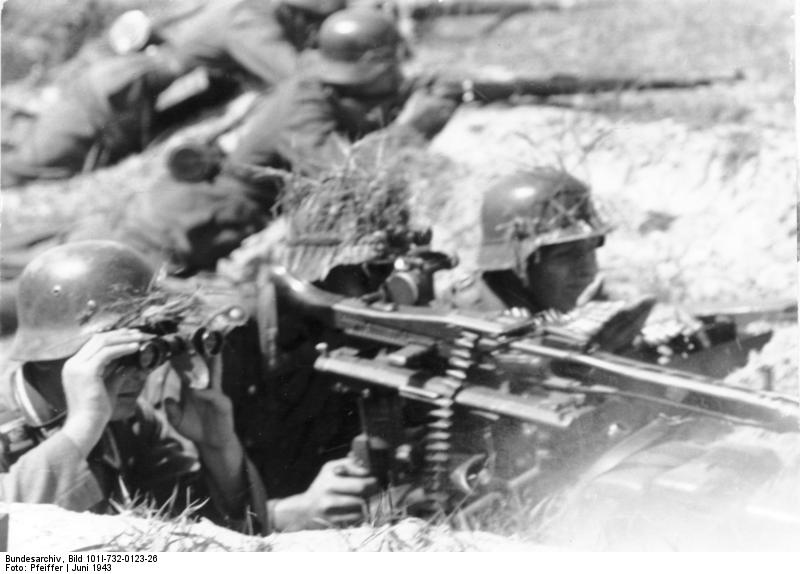
Немецкий пулемётный расчёт MG 42, 1943

## Награды и звания
Подразделение успешно выполнило поставленную боевую задачу... Указом Президиума Верховного совета ССР гвардии рядовому Кукунину Сергею Александровичу присвоено звание Героя Советского Союза. Мы, бойцы и офицеры гордимся, что в нашей краснознамённой части воспитался 3-й Герой Советского Союза…
Советские государственные награды и звания:
- Герой Советского Союза (4 июня 1944 года, посмертно);
- орден Ленина (4 июня 1944 года, посмертно);
- орден Отечественной войны I степени (11 августа 1943, посмертно).

## Семья, личная жизнь
Первая жена умерла в 1935 году. В семье было трое детей: Антонина, Анна и Александр, которых после смерти жены С. А. Кукунин перевёз в Сталиногорск. Со второй женой, Зоей Анатольевной Дубенковой, жили вместе с 1937 по 1941 год. После ухода С. А. Кукунина на фронт она бросила детей, и их дальнейшим воспитанием занималась старшая дочь — Антонина Сергеевна.
По воспоминаниям дочерей, Антонины и Анны Кукуниных, в деле воспитания детей Сергей Александрович был не строг, но справедлив; хотел, чтобы дети получили образование. Обе сестры, после того как остались круглыми сиротами, получили образование, у обеих есть дети, внуки и правнуки. Антонина, Анна и Александр работали на Новомосковском химическом комбинате. По состоянию на 2015 год, Антонина и Анна Кукунины живут в городе Новомосковске.

## Память
В деревне Высоково (Молоковское сельское поселение) находится памятное место, где стоял дом, в котором родился и жил в 1920-30-х годах С. А. Кукунин. Школа № 5 города Новомосковска и бригада химического комбината «Азот» носят имя С. А. Кукунина. Его имя высечено на памятнике тулякам — Героям Советского Союза, на мемориале павшим в Великой Отечественной войне в Новомосковске, на аллее Героев (ул. Московская) и на памятнике воинам, павшим в боях за Родину, установленном на территории компании «Азот».
В январе 1964 года в Новомосковске его именем названа улица Кукунина, протянувшаяся от улицы Калинина до лесопарка. На доме № 2, где он жил, установлена мемориальная доска. Традиционными в городе были спортивные соревнования по лёгкой атлетике на приз Сергея Кукунина. В НАК «Азот» учреждена премия им. С. А. Кукунина, а в музее химкомбината ему посвящён специальный стенд.

Мемориальная доска (слева внизу) на братской могиле
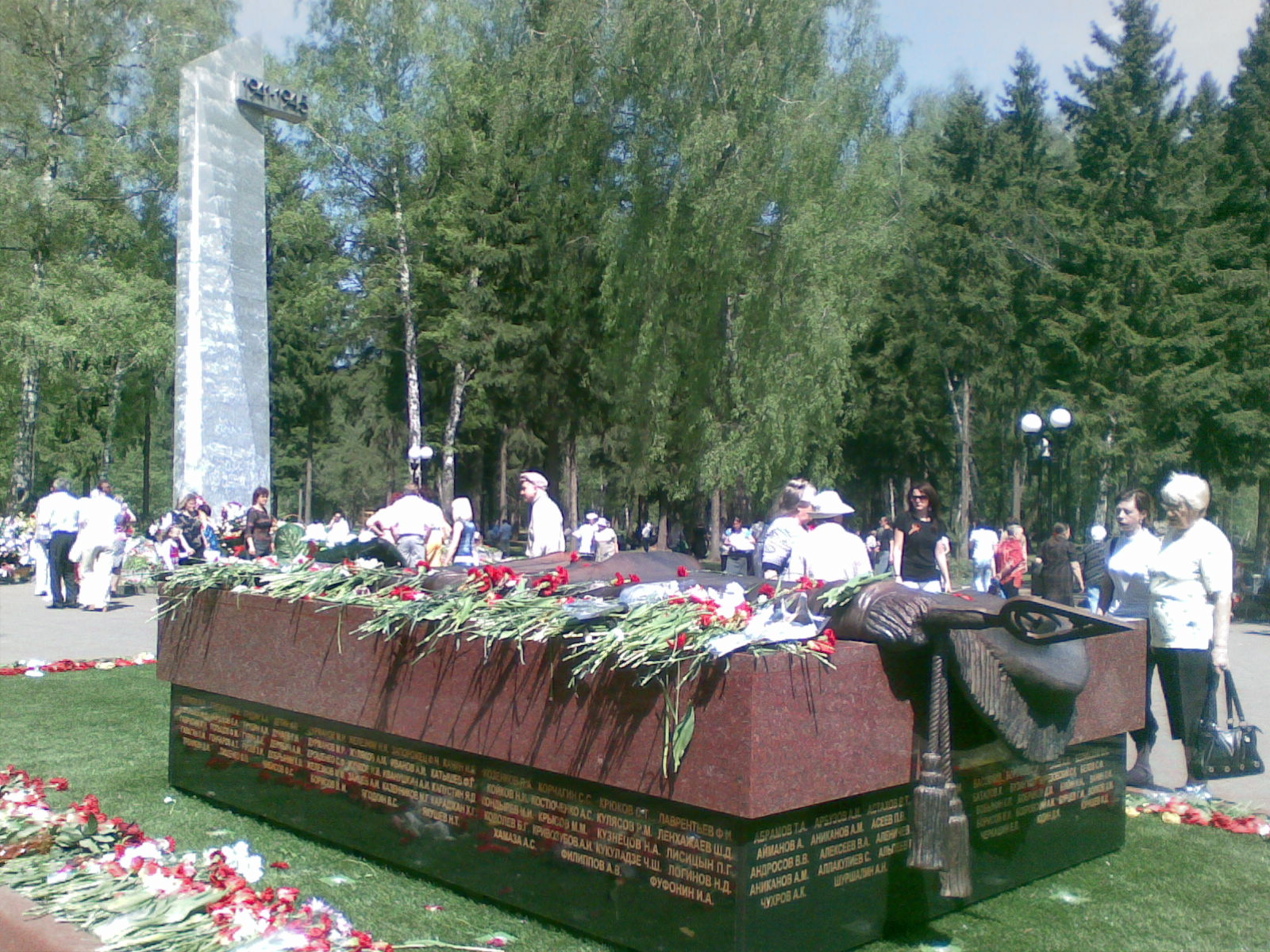
Мемориальный комплекс в память о героях, погибших в сражениях за Сталиногорск, и обо всех новомосковцах, не вернувшихся с фронта (Новомосковск)
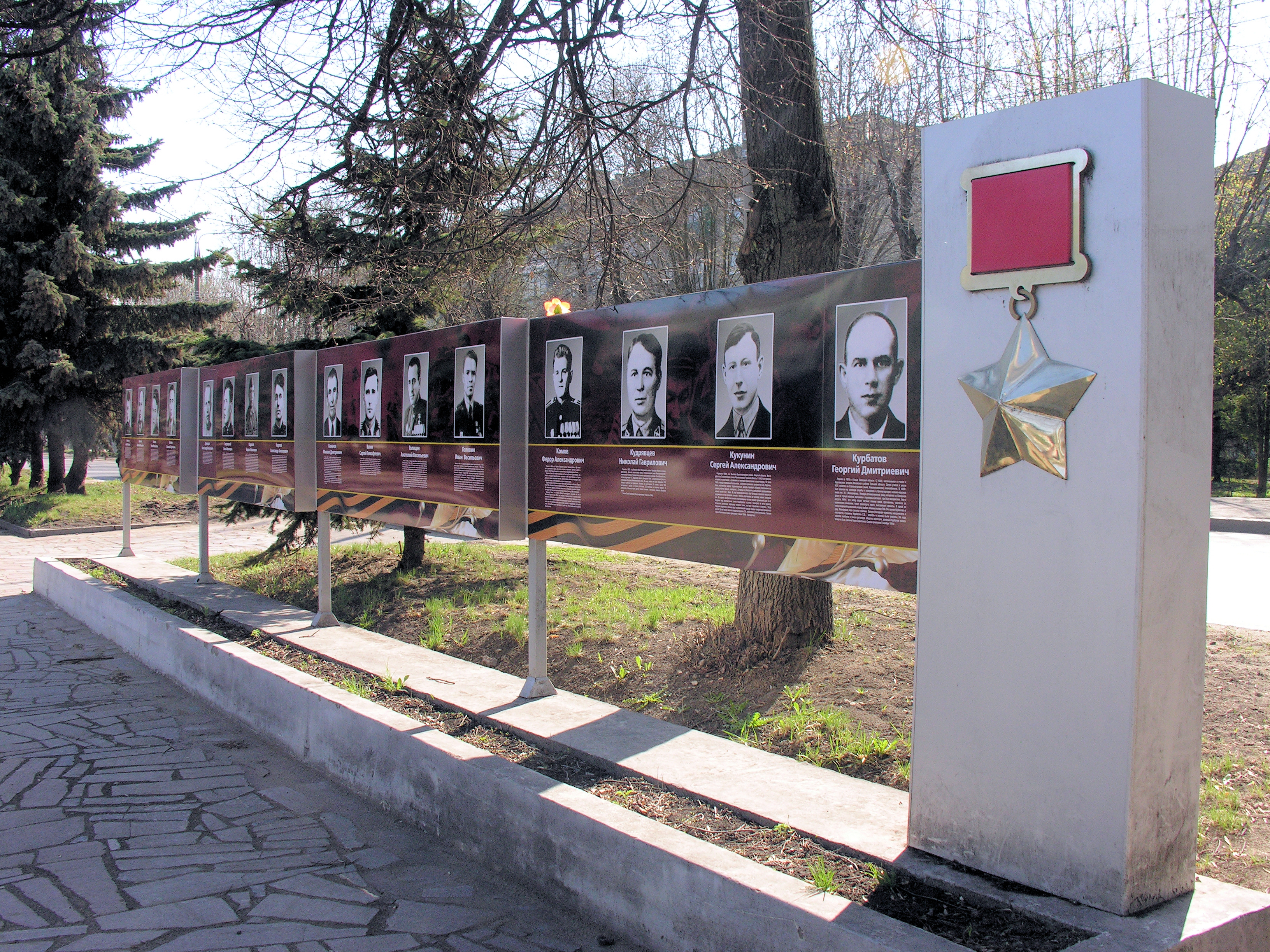
Аллея Героев со стендом, посвящённым С. А. Кукунину (Новомосковск)